# Phobos (vệ tinh)
Phobos (tiếng Anh: /ˈfoʊbɒs/, tiếng Hy Lạp: Φόβος: "sợ hãi") là vệ tinh lớn và sát bề mặt Sao Hỏa nhất trong số hai vệ tinh của nó (vệ tinh kia là Deimos), được đặt theo tên của con trai của Ares (Mars) và Aphrodite trong Thần thoại Hy Lạp. Thực tế ra, Phobos là vệ tinh ở gần bề mặt hành tinh chính hơn bất kỳ một vệ tinh tự nhiên nào khác trong hệ Mặt Trời, với khoảng cách đến Sao Hỏa chưa tới 6.000 km (3.728 dặm). Nó cũng là một trong số những vệ tinh tự nhiên nhỏ nhất từng được phát hiện trong hệ Mặt Trời. Tên theo hệ thống định danh của nó là Mars I.

## Phát hiện
Phobos được nhà thiên văn người Mỹ Asaph Hall phát hiện ngày 18 tháng 8 năm 1877, tại Đài thiên văn Hải quân Hoa Kỳ ở Washington, D.C., vào khoảng 09:14 GMT (những nguồn tin thời ấy, sử dụng quy ước thiên văn trước năm 1925 tính thời điểm bắt đầu một ngày vào lúc giữa trưa cho rằng phát hiện diễn ra lúc 16:06 ngày 17 tháng 8 theo giờ Washington). Asaph Hall cũng là người phát hiện ra Deimos, Mặt Trăng khác của Sao Hoả.
Cuốn sổ ghi chép của Asaph Hall về việc phát hiện ra Phobos như sau
"Tôi đã lặp lại việc khảo sát từ đầu đêm ngày 11 [tháng 8], và một lần nữa lại không phát hiện thấy gì cả, nhưng khi tiếp tục tìm kiếm trong vài giờ sau đó tôi đã phát hiện một vật thể mờ ở phía trái Sao Hoả, hơi chếch về hướng bắc. Tôi vừa kịp quan sát chính xác vị trí của nó thì một màn sương từ sông tràn lên buộc công việc phải ngừng lại. Lúc ấy là hai giờ rưỡi đêm ngày 11. Mấy hôm sau trời vẫn nhiều mây.
"Ngày 15 tháng 8 thời tiết có vẻ tốt, tôi ngủ lại tại Đài quan sát. Bầu trời trở lại quang đãng sau một cơn sấm sét lúc 11 giờ và tôi lại bắt đầu công việc. Tuy nhiên khí quyển vẫn ở những điều kiện không thuận lợi và ánh sáng từ Sao Hỏa nhập nhòe, không ổn định khiến không thể quan sát thấy vật thể đó, dù chúng tôi biết rằng lúc ấy nó đang ở gần hành tinh chính và có thể quan sát được.
"Ngày 16 tháng 8 vật thể lại được quan sát thấy ở rìa phía trái hành tinh, và những quan sát thực hiện buổi tối hôm ấy cho thấy nó đang cùng di chuyển với hành tinh chính, và nếu đó là một vệ tinh, nó nằm gần một trong hai ly giác. Tới tận lúc ấy tôi vẫn chưa nói với bất kỳ ai tại Đài quan sát về công việc tìm kiếm vệ tinh Sao Hỏa của mình, nhưng sau những quan sát buổi tối ngày 16, trước khi ra về, khoảng lúc 3 giờ sáng, tôi đã nói với trợ lý của mình là George Anderson, tôi cũng đã chỉ cho anh ta thấy vật thể đó, vật thể mà tôi cho là một vệ tinh của Sao Hoả. Tôi cũng dặn anh ta giữ kín bởi vì không muốn gây bất kỳ một điều tiếng gì trước khi loại trừ được hết sự nghi ngờ. Anh ta đã giữ lời, nhưng việc này quá tuyệt vời để giữ kín và chính tôi đã để lộ ra. Ngày 17 tháng 8 trong khoảng từ 1 đến 2 giờ, khi tôi lặp lại những quan sát của mình, giáo sư Newcomb đã vào trong phòng tôi ăn trưa và tôi đã trình bày với ông những đo đạc của mình về vật thể mờ gần Sao Hỏa, tới lúc ấy tôi đã chứng minh được rằng nó đang di chuyển cùng với hành tinh.
"Ngày 17 tháng 8 trong khi chờ đợi và quan sát Mặt Trăng bên ngoài, tôi đã phát hiện ra Mặt Trăng bên trong. Những quan sát trong hai ngày 17 và 18 đã xóa tan những nghi ngờ về tính chất của các vật thể đó và sự khám phá đã được Đô đốc Rodgers công bố rộng rãi."

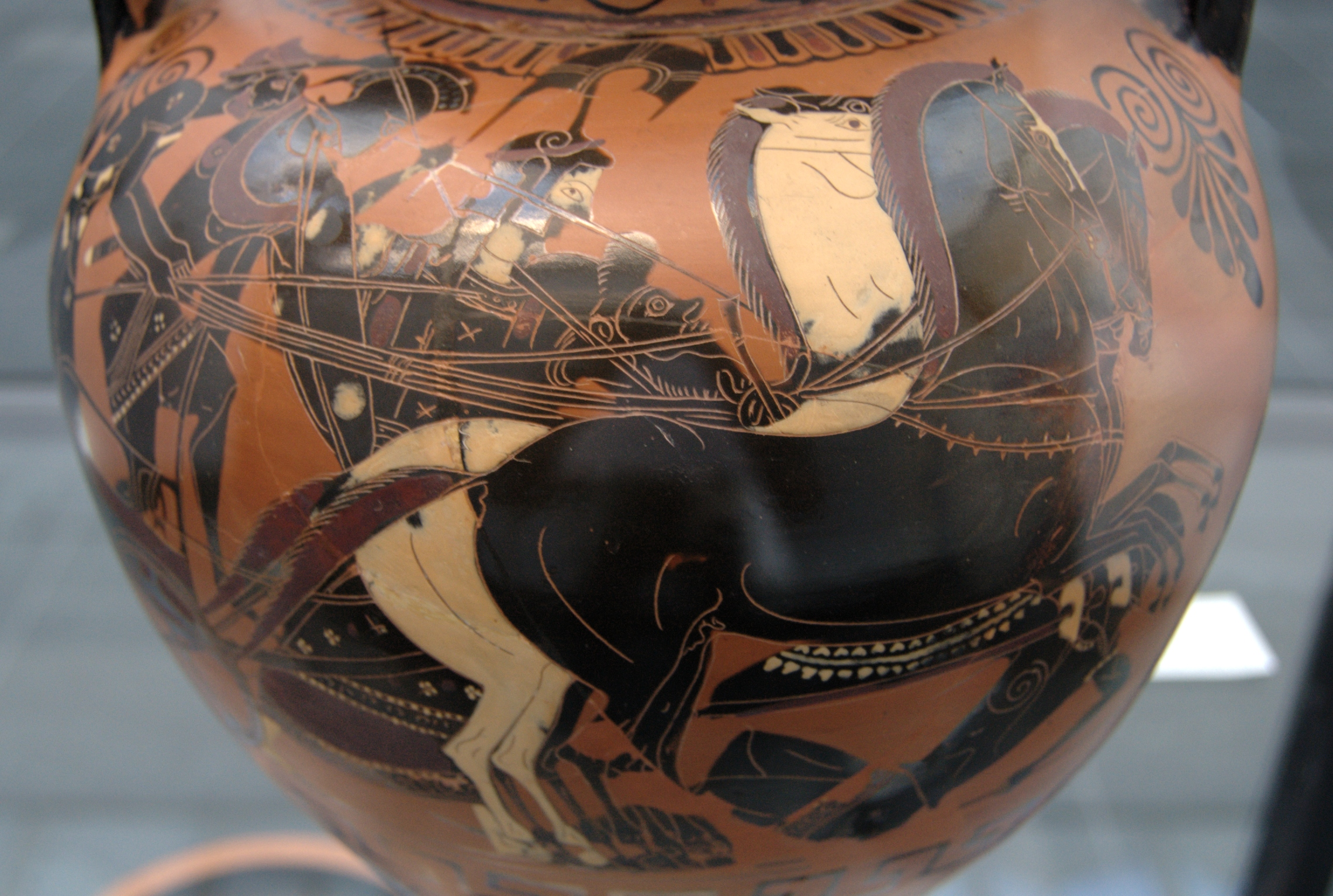
Phobos và Ares

Henry Madan (1838–1901), Giáo sư Khoa học Eton College đã đề xuất đặt tên hai vật thể (2 vệ tinh của Sao Hỏa), từ Cuốn XV của Iliad, là Kinh hoàng và Sợ hãi, theo tên 2 đứa con của Ares

### 'Tiên đoán' của Jonathan Swift
Phần 3 Chương 3 quyển "Cuộc phiêu lưu tới xứ Laputa" trong truyện Gulliver du ký nổi tiếng của Jonathan Swift, một câu chuyện viễn tưởng viết năm 1726, các nhà thiên văn học xứ Laputa được miêu tả là đã khám phá ra hai vệ tinh của Sao Hỏa với khoảng cách quỹ đạo gấp 3 và 5 lần đường kính Sao Hoả, và chu kỳ quay của chúng là 10 và 21.5 giờ. Khoảng cách quỹ đạo thực tế của Phobos và Deimos là 1.4 và 3.5 lần đường kính Sao Hỏa và chu kỳ là 7.6 và 30.3 giờ. Đây được coi là một sự trùng hợp đáng ngạc nhiên; không một kính thiên văn nào ở thời Swift có đủ sức mạnh để khám phá ra được những vệ tinh đó. Sau đó, tên các nhân vật trong truyện Gulliver du ký đã được đặt tên cho các hố thiên thạch của Phobos.

## Tính chất quỹ đạo

Quỹ đạo của Phobos và Deimos (theo tỷ lệ), nhìn từ trên cực bắc Sao Hoả

Phobos quay quanh Sao Hỏa bên dưới quỹ đạo đồng bộ, có nghĩa là nó di chuyển quanh Sao Hỏa nhanh hơn tốc độ tự xoay của Sao Hoả. Vì thế nó mọc ở phía tây, di chuyển khá nhanh ngang qua bầu trời (trong vòng 4 giờ 15 phút hay ít hơn) và lặn ở phía đông, gần hai lần một ngày (11 giờ 6 phút một lần). Nó ở rất gần bề mặt sao chính (trên một quỹ đạo xích đạo có độ nghiêng thấp) tới mức từ vị trí vĩ độ lớn hơn 70.4° ta không thể quan sát thấy nó bên trên đường chân trời.
Quỹ đạo thấp này có nghĩa Phobos cuối cùng sẽ bị phá huỷ: các lực thủy triều đang làm quỹ đạo của nó thấp xuống, hiện ở mức khoảng 1.8 mét mỗi thế kỷ, và trong từ 30-80 triệu năm nữa nó sẽ va chạm vào bề mặt Sao Hỏa hay (dường như có khả năng lớn hơn) vỡ ra thành một vành đai hành tinh. Vì hình dạng không đều của Phobos và khi coi nó tương tự như một đống đá vụn (được xác định là một vật thể Mohr-Coulomb), có thể ước tính rằng Phobos sẽ chống chịu được lực thủy triều nhưng sẽ là vượt quá Giới hạn Roche đối với một đống đá vụn như vậy khi bán kính quỹ đạo của nó giảm xuống khoảng 8400 km, và có lẽ sẽ tan rã nhanh chóng sau đó . Chỉ riêng theo hình dạng, lực hấp dẫn trên bề mặt Phobos đã khác biệt nhau tới mức 210%; các lực thủy triều do Sao Hỏa gây ra còn làm tăng gấp đôi con số đó (tới khoảng 450%) vì chúng bù hơn một nửa lực hấp dẫn của Phobos tại các cực bù và ngược hướng Sao Hoả.
Khi quan sát từ Phobos, Sao Hỏa lớn hơn 6400 lần và sáng hơn 2500 lần so với Mặt Trăng tròn khi quan sát từ Trái Đất, chiếm ¼ chiều rộng bầu trời..
Khi quan sát trên xích đạo Sao Hoả, Phobos bằng một phần ba đường kính góc của Mặt Trăng tròn như khi quan sát từ Trái Đất. Những người quan sát đứng tại các vùng có vĩ độ cao trên Sao Hỏa (thấp hơn vĩ độ 70.4°) sẽ thấy một đường kính góc nhỏ hơn bởi vì họ ở khoảng cách xa hơn so với Phobos. Kích thước biểu kiến của Phobos sẽ thay đổi ở mức 45% khi nó vượt qua trên đầu, vì sự gần gũi bề mặt Sao Hoả. Ví dụ, đối với người quan sát trên xích đạo, Phobos sẽ ở khoảng 0.14° khi mọc và đạt tới 0.20° khi lên tới thiên đỉnh. Để so sánh, Mặt Trời có kích thước biểu kiến khoảng 0.35° trên bầu trời Sao Hoả.
Các pha của Phobos, như quan sát từ trên Sao Hoả, mất khoảng 0.3191 cho một chu kỳ (chu kỳ giao hội (synodic)), chỉ dài hơn 13 giây so với chu kỳ thiên văn của nó.

## Tính chất vật lý

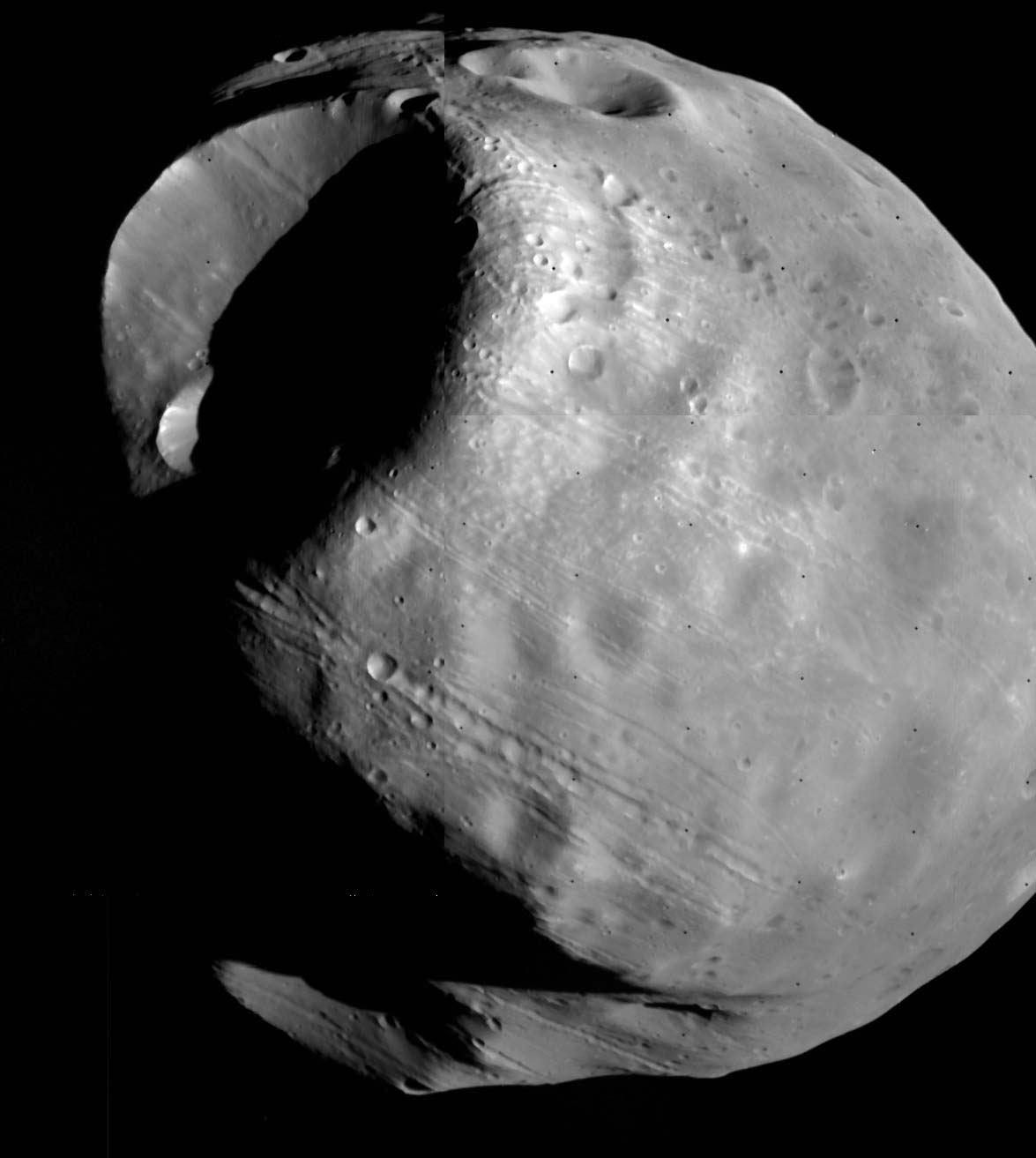
Ảnh dựng từ ba bức ảnh do Viking 1 chụp ngày 19 tháng 10 năm 1978. Miệng núi lửa lớn (đa phần màu đen) trên phía trái hình là Stickney

Phobos là một vật thể tối có vẻ được cấu thành từ các vật liệu bề mặt carbonaceous. Nó giống với các tiểu hành tinh kiểu C. Tuy nhiên, mật độ của Phobos quá thấp nên không thể là toàn đá, và vì thế nó có độ xốp khá lớn.
Tàu vũ trụ Phobos 2 của Liên bang xô viết đã thông báo về một sự phun trào khí nhẹ nhưng ổn định trên Phobos. Phobos 2 đã hỏng trước khi nó có thể xác định trạng thái vật liệu vệ tinh này. Những hình ảnh gần đây từ Mars Global Surveyor cho thấy Phobos được bao phủ bởi một lớp regolith mịn với độ dày ít nhất hàng mét.

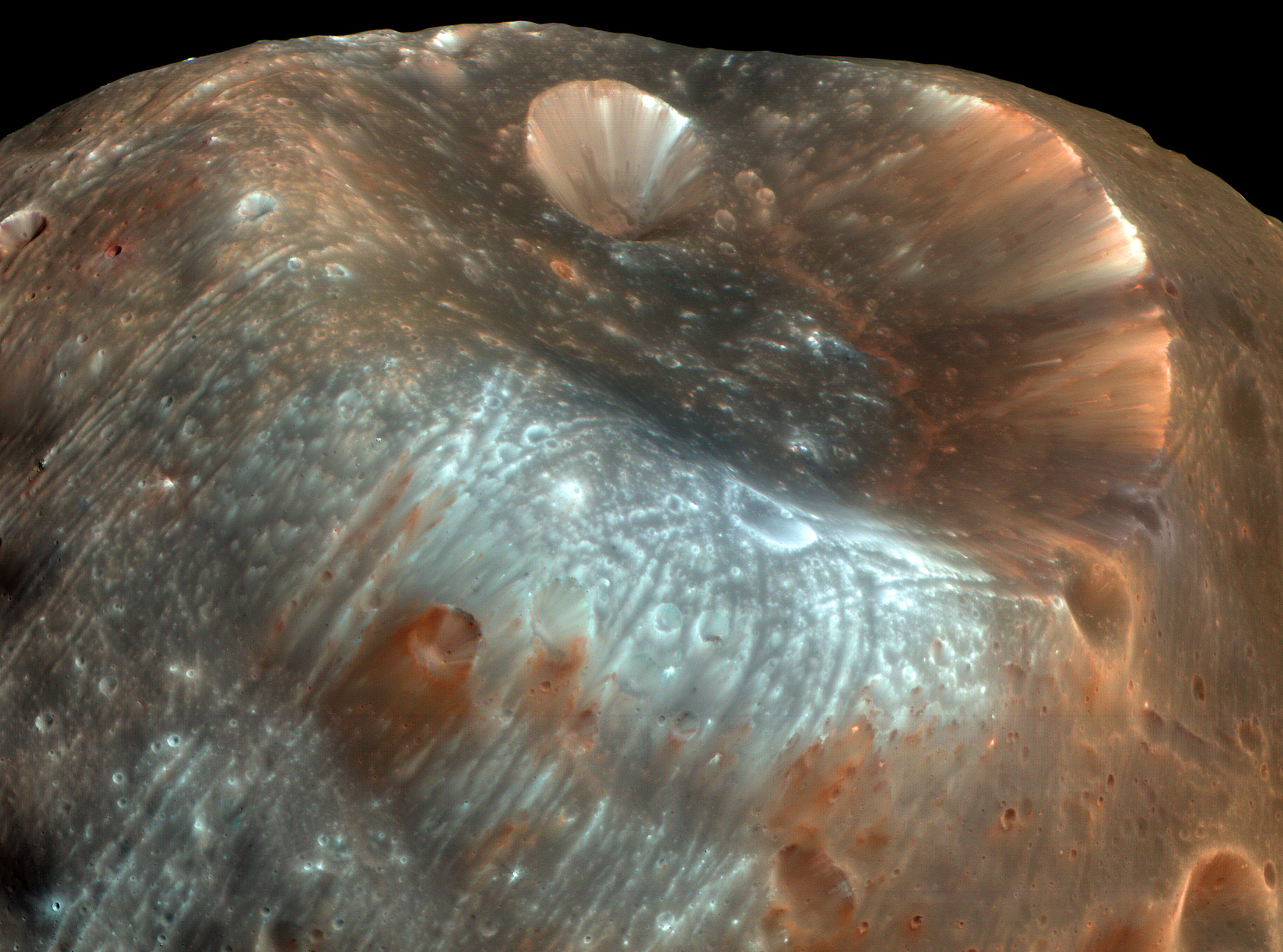
Miệng hố Stickney trên Phobos
ảnh chụp bởi Mars Reconnaissance Orbiter 23/3/2008

Phobos không có hình cầu, các kích thước là 27 × 21.6 × 18.8 km. Nó có nhiều miệng núi lửa và đặc điểm nổi bật nhất của bề mặt là một miệng núi lửa lớn tên gọi Stickney, theo tên thời con gái của vợ Asaph Hall là Chloe Angeline Stickney Hall. Giống như miệng núi lửa Herschel trên Mimas với tỷ lệ nhỏ hơn, vụ va chạm tạo ra Stickney hầu như đã làm tan vỡ Phobos. Những đường rãnh và vệt trên bề mặt có thể cũng được tạo ra bởi vụ va chạm Stickney. Các đường rãnh nói chung chưa tới 30 m chiều sâu, 100 – 200 m rộng, và kéo dài tới 20 km.
Thiên thạch Kaidun duy nhất được cho là một mảnh của Phobos, nhưng rất khó xác định chắc chắn điều này bởi vì chúng ta hiện biết rất ít về thành phần chi tiết của vệ tinh đó.

### Nguồn gốc

Phobos lướt ngang Mặt Trời, như quan sát của Mars Rover Opportunity.

### Giả thuyết "Phobos rỗng"

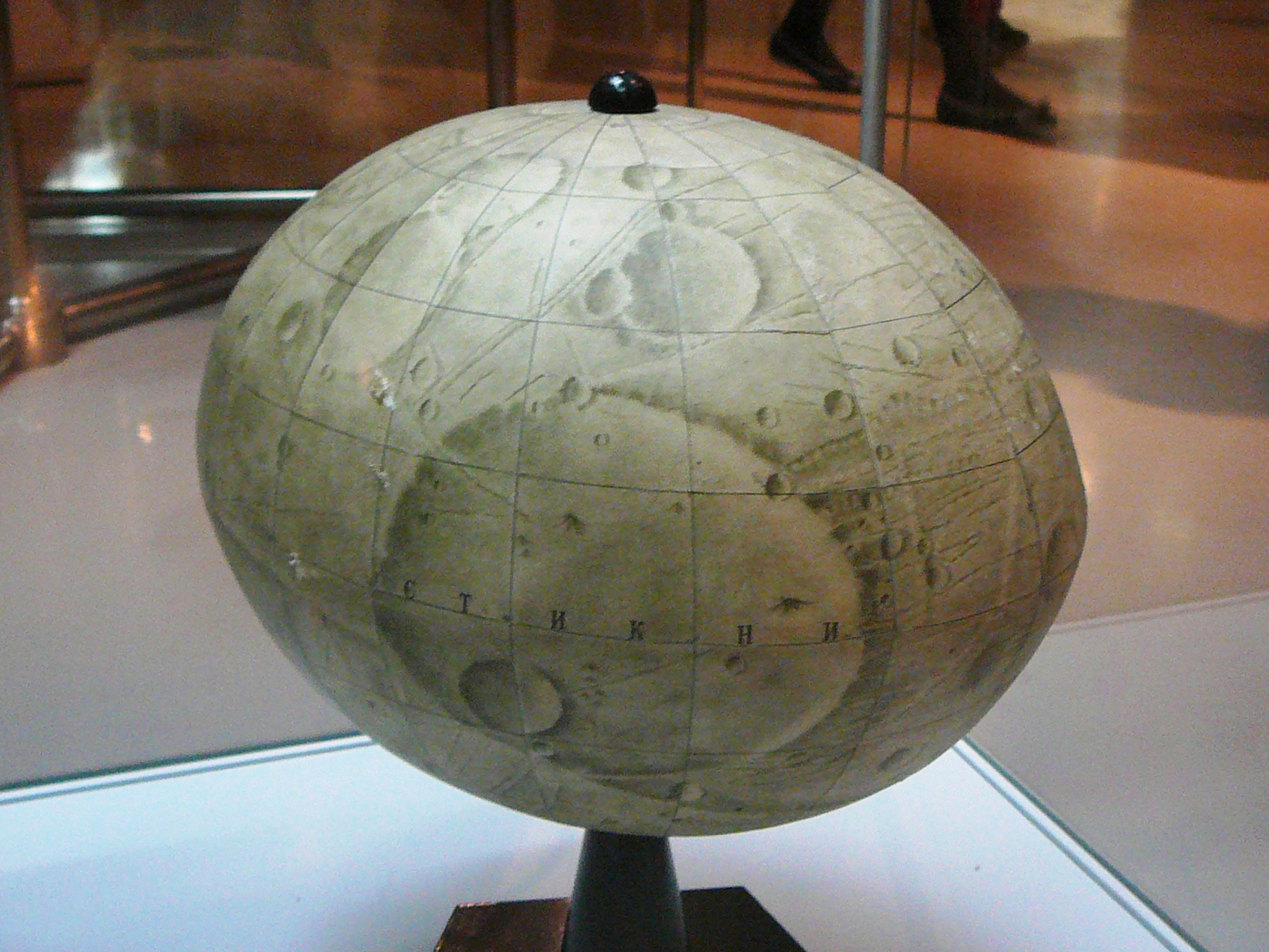
Quả địa cầu của Phobos tại Bảo tàng tưởng niệm của Astronautics ở Moskva (19 tháng 5 năm 2012).

### Hố thiên thạch

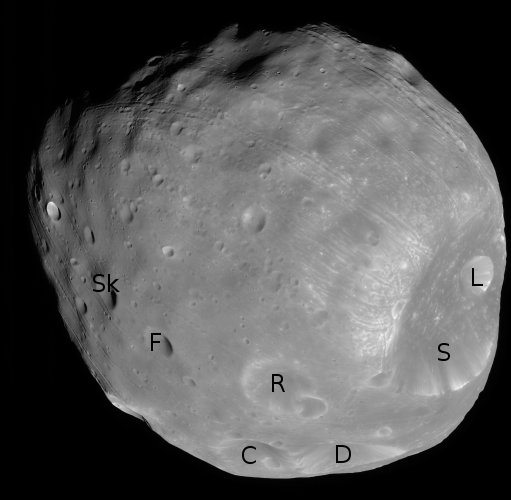
Một số các hố thiên thạch được đặt tên của Phobos. C = Clustril; D = Drunlo; F = Flimnap; L = Limtoc; R = Reldresal; S = Stickney; Sk = Skyresh. C = Clustril; D = Drunlo; F = Flimnap; L = Limtoc; R = Reldresal; S = Stickney; Sk = Skyresh.